# 法典教会
法典教会（ほうでんきょうかい）は、明治時代初期に法典村（現：千葉県船橋市）にあった、千葉県で最初に誕生したプロテスタントの教会である。
法典村の豪農安川家の分家筋にあたる安川亨(高橋亨)が、東京・横浜にいるときにアメリカ人宣教師デイヴィッド・タムソンに出会い1874年（明治7年）に洗礼を受ける。そして、郷里の法典村の伝道を開始する。
1875年（明治8年）12月に武藤長次郎と協力して、法典教会が創立する。アメリカ合衆国長老教会は法典地方一体に伝道を始める。2年後の1877年（明治10年）には大森（現、千葉県印西市）に大地主宮島家を中心に、下総大森教会を設立する。1877年10月には日本基督一致教会に所属し、戸田忠厚が両方の教会の牧師を務める。1878年（明治11年）には佐倉教会を設立する。
1889年（明治22年）には法典教会は日本基督一致教会を離脱して、普及福音教会に属する。さらに、1893年（明治26年）には宇宙神教（ユニバーサリズム）になり、その後に、普及福音教会に戻る。